# Passenger (álbum de Mnemic)
Passenger es el tercer álbum de la banda danesa de metal Mnemic, y el primero con el vocalista Guillaume Bideau (ex Scarve y recientemente en One Way Mirror).
Originalmente, las labores de mezclado estuvieron a cargo de Andy Sneap, pero después la banda decidió que Tue Madsen (productor de sus otros álbumes) fuera el responsable de las mezclas. Christian Olde Wolbers de Fear Factory también coprodujo el álbum.
Para promocionar este álbum, la banda fue a Norte Américaen enero y febrero del 2007, donde realizaron una gira junto a God Forbid, Goatwhore, Arsis, The Human Abstract y Byzantine además de otra gira ahora en el Reino Unido junto a Deftones en marzo. El álbum vendió más de 1223 copias en Estados Unidos durante la primera semana de lanzamiento.

## Lista de canciones
1. "Humanaut" – 1:52
2. "In the Nothingness Black" – 5:02
3. "Meaningless" – 3:43
4. "Psykorgasm" – 4:13
5. "Pigfuck" – 4:26
6. "In Control" – 3:51
7. "Electric I'd Hypocrisy" – 3:52
8. "Stuck Here" – 4:41
9. "What's Left" – 4:10
10. "Shape of the Formless" – 4:07
11. "The Eye on Your Back" – 7:30
12. "Zero Synchronized" – 4:37 (Bonus)

## Créditos
- Guillaume Bideau - Voz
- Mircea Gabriel Eftemie - Guitarra y teclado
- Rune Stigart - Guitarra
- Tomas Koefoed - Bajo
- Brian Rasmussen - Batería
- Jeff Walker - Voz, invitado en la canción Psykorgasm

- Datos: Q4046523